# Majjhima Nikaya
Le Majjhima Nikaya est une collection de 152 sûtras bouddhiques de longueur moyenne. Il est l'une des cinq collections du Sutta Pitaka.
Le Majjhima Nikaya propose trois catégories de sutras :
- Mûlapannâsa , 50 sûtras ;
- Majjhimapannâsa, 50 sûtras ;
- Uparipannâsa, 52 sûtras.

Chacune de ces trois catégories de sûtras est divisée en plusieurs vagga.

## Mûlapannâsa
Le Mûlapannâsa présente 50 sûtras classés :
- Mulapariyâya vagga (10 sûtras)
- Sîhanâda vagga (10 sûtras)
- Opamma Vagga (10 sûtras)
- Mahâyamaka vagga (10 sûtras)
- Cûlayamaka vagga (10 sûtras)

## Majjhimapannâsa
Le Majjhimappanâsa présente 50 sûtras classés :
- Gahapati vagga (10 sûtras)
- Bhikkhu vagga (10 sûtras)
- Paribbâjaka vagga (10 sûtras)
- Râja vagga (10 sûtras)
- Brâhmana vagga (10 sûtras)

## Uparipannâsa
Le Uparipannâsa présente 52 sûtras classés :
- Devadaha vagga (10 sûtras)
- Anupada vagga (10 sûtras)
- Suññata vagga (10 sûtras)
- Vibhanga vagga (12 sûtras)
- Salayâtana vagga (10 sûtras)

### Traductions
- (en)Majjhima-nikâya, trad. Lord Robert Chalmers : Further Dialogues of the Buddha, Londres, Oxford University Press, coll. "Sacred Books of the Buddhists", n° 5 et 6, 1926-1927 ; rééd. Sri Satguru Publications 1988.
- (en)Collection of the Middle Length Sayings (Majjhima-Nikaya), trad. Isaline B. Horner, Bristol, coll. "Pâli Text Society", 1954, 3 vol. ; rééd. Motilal Banarsidass, 2004, 1245 p.
- Jean Bertrand-Bocandé, Les classiques du Canon bouddhique pâli, t. I : Majjhima Nikâya. 'Les moyens discours du Bouddha, Véga, 1953 ; rééd. Les deux océans, 1987, 163 p. Traduction des 10 premiers suttâ (Mûlapariyâ-vagga).
- Môhan Wijayaratna, Sermons du Bouddha. La traduction intégrale de 20 textes du canon bouddhique, Seuil, coll. "Point Sagesse", 2006, 250 p. Trad. de 7 textes du Majjhima-nikaya : Conseils aux laïcs (Vefudvâreyya-sutta), L'utilité de l'attention (Ambalatthikâ-Râhulovâda-sutta), Les questions inutiles (Cula-Malunkya-sutta), Un grand monceau du dukkha (Maha-Dukkhakkandha-sutta), Le développement des facultés sensorielles (Indriyabhiivanii-sutta), Le cœur d'un grand arbre solide (Maha-Saropama-sutta), La vacuité (Cuja-Sunnata-sutta).
- Môhan Wijayaratna (trad.), Majjhima-nikāya (Recueil de 152 moyens suttas). Le deuxième livre du Sutta-pitaka, Éditions Lis, 2009-2011, 5 t.

### Études
- Môhan Wijayaratna, La philosophie du Bouddha, Éditions Lis, 2° éd. 2000, 330 p.